# Ichneumon cyanops
Ichneumon cyanops är en stekelart som beskrevs av Cuvier 1833. Ichneumon cyanops ingår i släktet Ichneumon och familjen brokparasitsteklar. Inga underarter finns listade i Catalogue of Life.